# Peter Donohoe
Peter Donohoe (Mánchester, 18 de junio de 1953) es un pianista y director de orquesta inglés.

## Vida
Donohoe nació en Mánchester en 1953. Recibió su educación musical en la Escuela de Música de Chetham donde estudió violín, viola, clarinete y tuba. Continuó su formación en el Royal Manchester College of Music, (Royal Northern College of Music) con Alexander Goehr, en la Universidad de Leeds, y en París con Yvonne Loriod y Olivier Messiaen.

## Carrera
Sus actuaciones premiadas en la British Liszt Competition de Londres en 1976, el Concurso de Piano Bartok-Liszt en Budapest en el mismo año y la Leeds International Piano Competition en 1981 ayudaron a construir una carrera importante en el Reino Unido y Europa. Su actividad en el mundo competitivo culminó con el 2.º premio en el Concurso Internacional Chaikovski en Moscú en 1982, que lanzó su nombre a la prominencia mundial, comenzando una carrera internacional con conciertos en Europa, Estados Unidos, Japón, Australia y Nueva Zelanda. En junio de 2011 regresó a Moscú como miembro del jurado de la XIV Competición Internacional Chaikovski.
Donohoe aparece regularmente con las principales orquestas de Londres y de toda Europa, con la Filarmónica de Berlín, dirigida por Simon Rattle, la Gewandhaus de Leipzig, la WDR de Colonia, la Ópera Cómica de Berlín, la ORF, la Filarmónica de San Petersburgo, la Filarmónica de Estocolmo, la Filarmónica de Róterdam, la Filarmónica de Radio Francia, la Filarmónica Checa y el Maggio Musicale Fiorentino. Dio una serie de conciertos en España y Portugal, con la Orquesta Philharmonia y Wolfgang Sawallisch. También apareció varias veces con la Orquesta Filarmónica de Los Ángeles, o las Sinfónicas de Chicago, Pittsburgh, Cincinnati, Detroit, Dallas y Cleveland. Donohoe ha aparecido en el Festival de Edimburgo, el Festival de La Roque-d'Anthéron, y en Alemania, en el festival del Ruhr y en el de Schleswig-Holstein.
Durante las últimas temporadas Donohoe ha actuado con el Dresden Staatskapelle con Myung-whun Chung, la Sinfónica de Gotemburgo con Gustavo Dudamel y la Orquesta Gurzenich con Ludovic Morlot. También actuó con la Orquesta Filarmónica Neerlandesa, la Royal Philharmonic Orchestra y tocó los dos conciertos de Brahms con la Orquesta Sinfónica de Vancouver. La temporada 2015/16 sus compromisos incluyeron apariciones con la Orquesta Sinfónica de la Ciudad de Birmingham y la Orquesta Filarmónica de Helsinki y una extensa gira por América del Sur. También participó en un importante Festival de Messiaen en la ciudad española de Cuenca, para celebrar el centenario del nacimiento del compositor.
Como músico de cámara toca con frecuencia con el pianista Martin Roscoe. Han actuado en Londres y en el Festival de Edimburgo y han grabado discos de George Gershwin y Serguéi Rajmáninov. Otros socios musicales han incluido el Cuarteto Maggini, con quien ha grabado varias obras de cámara británicas.
Donohoe ha sido nombrado doctor honoris causa por seis universidades del Reino Unido: Birmingham, Central England, Warwick, East Anglia, Leicester y la Open University. En 2010 fue galardonado con el título de Comandante de la Orden del Imperio británico por sus servicios a la música clásica.

## Repertorio
Su repertorio es variado, con composiciones de los románticos y modernos, con obras de Chaikovski, Prokófiev, Rajmáninov, Gershwin, Stravinski y Olivier Messiaen o compositores menos conocidos como los conciertos para piano de Henry Litolff. Interpreta también en solitario obras como las sonatas para piano de Michael Tippett.

## Grabaciones
En 2001 Naxos lanzó un disco de música de Gerald Finzi, con Peter Donohoe como solista, el primero de una serie importante de grabaciones que tiene como objetivo aumentar la conciencia pública del repertorio de concierto de piano británico a través de conciertos y grabaciones. Los discos de la música de Alan Rawsthorne, Arthur Bliss, Christian Darnton, Alec Rowley, Howard Ferguson, Roberto Gerhard, Kenneth Alwyn, Thomas Pitfield, John Gardner y Hamilton Harty se han lanzado con gran acogida crítica.
Donohoe ha hecho muchas grabaciones en EMI Records, que han ganado premios como el Gran Premio Internacional du Disque Liszt por su grabación de la Sonata en si menor de Liszt y el Premio Gramophone para el Concierto para piano n.º 2 de Chaikovski. Sus grabaciones de Messiaen con el grupo de viento holandés para Chandos y de Litolff para Hyperion también han recibido aclamación generalizada. Su grabación del Concierto para piano n.º 1 de Brahms con Yevgueni Svetlánov y la Orquesta Philharmonia fue elegida mejor grabación disponible por la revista estadounidense Stereo Review.
También con Hyperion, ha grabado obras de Ferruccio Busoni, Dominic Muldowney y de compositores británicos del siglo SXX como Arthur Bliss.